# Herbert Stein
Herbert Stein (Detroit, 27 de agosto de 1916 — Washington, D. C., 8 de setembro de 1999) foi um economista e escritor estadunidense.
Colaborou no The Wall Street Journal e trabalhou como secretário da Economia durante os governos de Richard Nixon e Gerald Ford.
Assumiu também o cargo de professor de economia na Universidade da Virgínia por dez anos (1974-1984). 

## Biografia
Herbert Stein nasceu em Detroit, Michigan numa família judaica, vindo a tornar-se aluno da Williams College.
Mudou-se para Washington, capital do país. Graduou-se em Economia pela Universidade de Chicago em 1958. Ainda no mesmo ano escreveu The Fiscal Revolution in America. Durante o governo Nixon fez parte do Conselho de Economia Americano.
Stein foi influenciado pelo liberalismo econômico de Adam Smith e Milton Friedman. 
É pai do escritor, jurista e ator Ben Stein (de Curtindo a Vida Adoidado) e da escritora Rachel Stein.

## Obras
- The Fiscal Revolution in America (1969)
- Presidential Economics: The Making of Economic Policy From Roosevelt to Reagan and Beyond (1984)
- Washington Bedtime Stories: The Politics of Money and Jobs (1986)
- Tax Policy in the Twenty-First Century (1988)
- Governing the $5 Trillion Economy: A Twentieth Century Fund Essay (1989)
- On the Other Hand... Reflections on Economics, Economists and Politics (1995)
- What I Think: Essays on Economics, Politics, and Life (1999)